# DC Virunga
DC Virunga is een voetbalclub uit Congo-Kinshasa uit de stad Goma. De club komt uit in de nationale voetbalcompetitie van het land, die Linafoot heet. Virunga speelt zijn thuiswedstrijden in het Stade de Virunga, een relatief klein stadion dat plaats biedt aan zo'n 8.000 toeschouwers. De club nog nooit een landstitel of beker, maar speelde in 2008 wel de bekerfinale. Het verloor die nipt met een 1-0-eindstand.